# Rivera Oveja
Rivera Oveja es una alquería del municipio de Casar de Palomero, en el norte de Extremadura, comarca de Las Hurdes.

## Historia
Es una alquería muy antigua de la Villa de Casar de Palomero, en cuyas inmediaciones se encuentran importantes estaciones prehistóricas, con grandes grabados rupestres y explotaciones auríferas.
En el Catastro de Ensenada realizado en dicha población en el año 1753 se encuentra información interesante.
A la caída del Antiguo Régimen la localidad se constituye en municipio constitucional en la región de Extremadura, partido judicial de Granadilla, indistintamente conocido como Ribera Oveja o Riberaobeja que en el censo de 1842 contaba con ciento cuarenta hogares y setecientos sesenta y seis vecinos. Así, en un principio, tuvo Ayuntamiento propio y prisión, era totalmente independiente y la poderosa de la zona. 
A principios del siglo XX este municipio desaparece porque se integra en Casar de Palomero constituyéndose hasta mediados del siglo XX en entidad local menor.

## Demografía
| Gráfica de evolución demográfica de Ribera Oveja entre 1842 y 1900 |
| |
| Población de derecho según los censos de población del INE Población de hecho según los censos de población del INEEn este censo se denominaba Rivera Oveja: 1842. En este censo se denominaba Riberaobeja: 1857. Entre el censo de 1910 y el anterior, este municipio desaparece porque se integra en el municipio Casar de Palomero. |